# Astragalus cryptanthus
Astragalus cryptanthus är en ärtväxtart som beskrevs av Hugh Algernon Weddell. Astragalus cryptanthus ingår i släktet vedlar, och familjen ärtväxter. Inga underarter finns listade i Catalogue of Life.